# Érythroferrone
L'érythroferrone (ERFE) est une hormone qui est produite par des progéniteurs des globules rouges dans la moelle osseuse. Son rôle dans la régulation de l'homéostasie martiale a été caractérisé le 7 janvier 2014 par une équipe de recherche américaine.

## Fonction biologique
L'érythroferrone régule l’hepcidine, une hormone peptidique sécrétée par le foie qui régule l'homéostasie du fer dans l'organisme au niveau de l'absorption intestinale et de son stockage hépatique. Plus le niveau d’érythroferrone est élevé, plus l’hepcidine est inhibée et, par voie de conséquence, une plus grande quantité de fer reste disponible pour la production de globules rouges.